# Manuel Ávila Camacho, Tonalá
Manuel Ávila Camacho är en ort i Mexiko.   Den ligger i kommunen Tonalá och delstaten Chiapas, i den sydöstra delen av landet, 700 km sydost om huvudstaden Mexico City. Manuel Ávila Camacho ligger 9 meter över havet och antalet invånare är 1 778.
Terrängen runt Manuel Ávila Camacho är platt åt sydost, men åt nordväst är den kuperad. Havet är nära Manuel Ávila Camacho åt sydväst.  Närmaste större samhälle är Tres Picos, 10,3 km nordost om Manuel Ávila Camacho. 